# Хост (город)

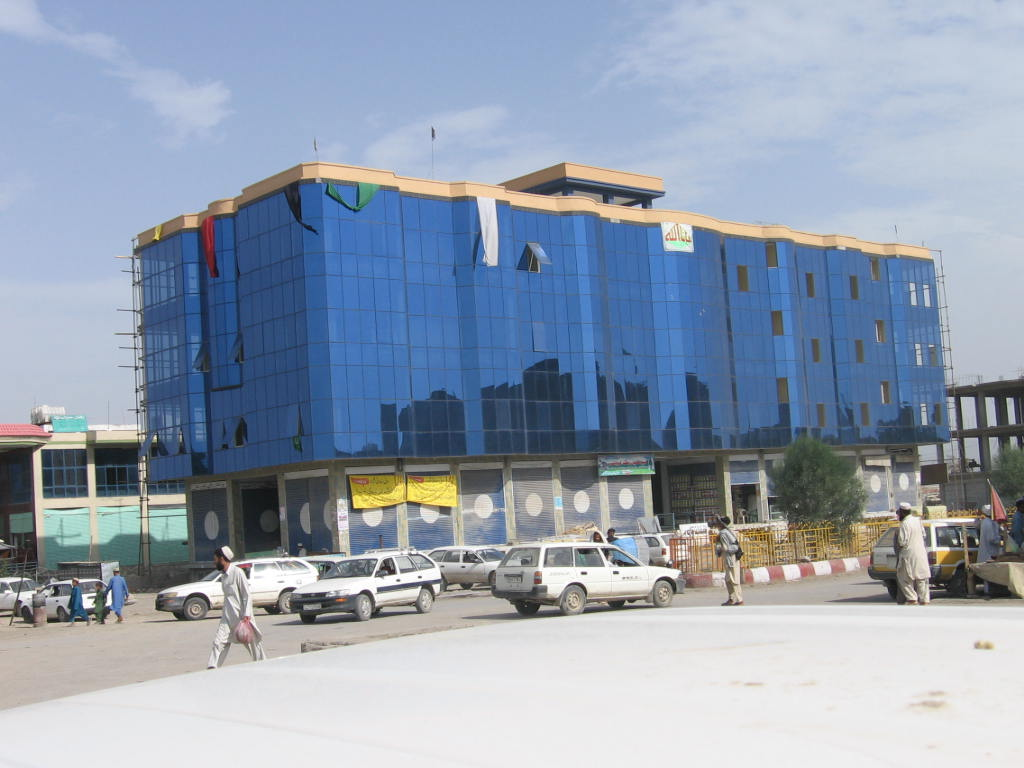
Деловой центр в Хосте

Хост (пушту خوست‎, дари خوست Xōst) — город в Афганистане, расположенный на юго-востоке страны, центр провинции Хост. Находится в 30 км от пакистанской границы.
Также в городе Хост имеется университет.

## Боевые действия
12 мая 2009 года несколько групп вооружённых боевиков (талибов) ворвались в Хост, завязался тяжёлый бой с силами армии США и Национальной Армией Афганистана (АНА). По сообщениям, нападение осуществляло 10 террористов-смертников, семерым из которых удалось себя взорвать, а трое были расстреляны сотрудниками сил безопасности. В бою погибло, по меньшей мере, четыре сотрудника сил безопасности и несколько гражданских лиц.
4 апреля 2014 года в результате теракта пострадали журналисты Ассошиэйтед Пресс, сопровождавшие работников избирательной комиссии.